# Zele spinosus
Zele spinosus är en stekelart som beskrevs av Sharma 1985. Zele spinosus ingår i släktet Zele och familjen bracksteklar. Inga underarter finns listade i Catalogue of Life.